# Arne Zetterström
Arne Zetterström (5 juin 1917 - 7 août 1945) est un ingénieur suédois connu pour ses recherches sur une mixture respirable d'hydrox pour la Marine royale suédoise.